# Autoroute A110 (France)

Logo de l'autoroute A 110

 (avril 2011).
Si vous disposez d'ouvrages ou d'articles de référence ou si vous connaissez des sites web de qualité traitant du thème abordé ici, merci de compléter l'article en donnant les références utiles à sa vérifiabilité et en les liant à la section « Notes et références ».
Cet article concerne le projet autoroutier qui devait relier Chartres et Tours, pour le projet autoroutier qui va contourner Tours, voir Rocade de Tours
L'autoroute A110 ou autoroute A10 bis était un projet français de nouvelle liaison routière entre Chartres et Tours, en remplaçant la N10. Son objectif fut de relier Chartres au reste du Centre-Val de Loire, objectif qui est partagé avec l'A154.

## Présentation
Il existait trois grandes variantes pour la réalisation de l'A110 :
- Une variante entièrement concédée, d'Ablis à Sorigny. Cette autoroute longue de 201 km aurait démarré au niveau du futur échangeur A11/A12, traversé la plaine de la Beauce, serait passée à l'est de Châteaudun puis de Vendôme pour enfin contourner Tours. Son coût était estimé à 1,5 milliard d'euros, pour un trafic attendu à l'horizon 2015 de 21 000 à 30 000 véhicules par jour.
- Une variante partant de l'échangeur n°3 de l'A11, au sud de Chartres. Elle aurait consisté en un aménagement à 2×2 voies de la N10 jusqu'à Vendôme, puis à une autoroute concédée de Vendôme à Sorigny. Son coût prévu était d'un milliard d'euros. Cette variante était de loin la plus courte (155 km), pour un trafic attendu compris entre 20 000 et 24 000 véhicules par jour.
- La dernière variante est une combinaison des deux précédentes : autoroute concédée d'Ablis à Châteaudun, N10 aménagée jusqu'à Vendôme, puis autoroute concédée jusqu'à Sorigny. Cette variante est la plus longue (206 km), pour un coût prévu de 1,4 à 1,5 milliard d'euros. Le trafic attendu était de 17 000 à 24 000 véhicules par jour.

Il existe une autre variante au niveau du contournement de l'agglomération tourangelle, où deux tracés, l'un dit « proche », et l'autre dit « éloigné », qui sont en concurrence. Cependant il n'y a guère d'avantages en faveur de la variante « éloignée », qui rallonge le tracé de 25 km et augmente le coût d'environ 200 millions d'euros.
Le scénario d'autoroute entièrement concédée fut crédible car il aurait permis une meilleure qualité de service que sur nationale aménagée. La RN 10 aurait subi en effet un report trop important de véhicules profitant de la gratuité de l'itinéraire si une variante comprenant son aménagement était retenue.
Un élargissement à 2 × 4 voies de l'autoroute A10 entre Paris et Tours ne saurait être exclu - son coût serait bien inférieur à celui d’une liaison nouvelle. Toutefois la nécessité d’un contournement à long terme de Tours (où l’A10 est en 2 × 3 voies inélargissables) laisse ce scénario peu crédible sur le très long terme.

## Dates
Sa réalisation retenue lors du CIADT du 16 décembre 2003 qui recense tous les projets à réaliser à l’horizon 2025, n'est pas prévue. La question du contournement de Tours se pose également, notamment si sa réalisation est envisageable en dehors du cadre de l’A110.
Abandon du projet durant les années 2010.

## Difficultés
L’un des avantages financiers de l’A110 est de ne présenter aucun problème technique entre Ablis et l’A10 car elle traverserait la plaine de la Beauce. Il serait même possible de jumeler ce nouvel ouvrage avec la LGV Atlantique entre Ablis et Bonneval. D’un point de vue environnemental, seuls les dix premiers kilomètres - vers Auneau notamment- devront faire l’objet d’attentions particulières. Les grosses difficultés concernent le franchissement de la vallée du Cher et surtout de la Loire où son lit est large de 4 km.
Enfin, la vallée de l’Indre, relativement profonde, est un lieu écologiquement sensible, mais sa faible largeur devrait minimiser l’impact du passage de l’autoroute.

## Sites proches desservis
- Ablis
- Chartres
- Plaine de la Beauce
- Châteaudun
- Vendôme
- Château-Renault
- Amboise
- Vallée de la Loire
- Tours
- Vallée du Cher
- Loches

## Autoroutes croisées
- A10
- A11
- A12
- A85